# Giải của Hiệp hội phê bình phim Chicago cho phim hay nhất
Giải của Hiệp hội phê bình phim Chicago cho phim hay nhất là một trong các giải hàng năm của Hiệp hội phê bình phim Chicago dành cho phim được bầu chọn là hay nhất.

## Các phim đoạt giải

### Thập niên 1980
| Năm  | Phim               | Đạo diễn  |
| ---- | ------------------ | --------- |
| 1989 | Do the Right Thing | Spike Lee |

### Thập niên 1990
| Năm  | Phim                | Đạo diễn         |
| ---- | ------------------- | ---------------- |
| 1990 | Goodfellas          | Martin Scorsese  |
| 1993 | Schindler's List    | Steven Spielberg |
| 1994 | Hoop Dreams         | Steve James      |
| 1995 | Apollo 13           | Ron Howard       |
| 1996 | Fargo               | Joel Coen        |
| 1997 | L.A. Confidential   | Curtis Hanson    |
| 1998 | Saving Private Ryan | Steven Spielberg |
| 1999 | American Beauty     | Sam Mendes       |

### Thập niên 2000
| Năm  | Phim                                          | Đạo diễn           |
| ---- | --------------------------------------------- | ------------------ |
| 2000 | Almost Famous                                 | Cameron Crowe      |
| 2001 | Mulholland Drive                              | David Lynch        |
| 2002 | Far from Heaven                               | Todd Haynes        |
| 2003 | The Lord of the Rings: The Return of the King | Peter Jackson      |
| 2004 | Sideways                                      | Alexander Payne    |
| 2005 | Crash                                         | Paul Haggis        |
| 2006 | The Departed                                  | Martin Scorsese    |
| 2007 | No Country for Old Men                        | Ethan và Joel Coen |
| 2008 | WALL-E                                        | Andrew Stanton     |